# Barbula tonkinensis
Barbula tonkinensis là một loài Rêu trong họ Pottiaceae. Loài này được (Besch.) Broth. mô tả khoa học đầu tiên năm 1902.